# Sant Orenç
Sant Orenç és un poble que pertany al municipi de Sopeira, a la Ribagorça (Aragó).
Està localitzat a prop del poble dels Molins, del municipi d'Areny de Noguera, en un planell que domina la vall d'Aulet.
Esmentat ja el 1249, va formar un municipi independent fins al 1970, que comprenia, al sector més baix de la vall, el poble de Pallerol i l'església de Sant Serni d'Aulet, i, vora la vall de la Noguera Ribagorçana, el poble d'Aulet i el santuari de Rocamora. Més enllà de la collada de Santa Bàrbara, on s'alça l'església de Sant Pere d'Iscles, al vessant de la vall de Cellers, hi ha el santuari del Torm.